# Auriga Leader
L’Auriga Leader est un navire marchand transportant des véhicules Toyota du Japon vers les États-Unis et l’Europe.

## Description
Ce navire a une longueur de 200 m, un tirant d'eau de 9,70 m lorsqu’il est chargé au maximum et une profondeur de 34,5 m (distance entre la partie du pont supérieur et la quille).
Il a une capacité de 6 400 automobiles pour un tonnage de 60 213 tonnes.
- Pavillon : Singapour [SG]
- Call Sign: 9VHF4
- IMO: 9402718
- MMSI: 564268000

C’est le premier navire de commerce alimenté partiellement avec de l’énergie solaire (328 panneaux solaires pour une puissance de 40 kW).
Le projet d’inclure ces panneaux solaires sur certaines parties du navire aurait coûté environ 1,68 million de dollars.

## L'énergie solaire en mer
Le système des panneaux solaires en mer est nettement plus efficace qu’à terre ; cela est dû à trois raisons :
1. un ensoleillement plus fort ;
2. une période plus longue ;
3. une augmentation du rendement des cellules photovoltaïques dû à un courant d’air généré lors du déplacement du navire.

Cependant la salinité de l’air, les vibrations et la résistance aux intempéries sont des problèmes qui sont toujours en cours d’étude.

## Le prototype
L’énergie solaire de l’Auriga Leader lui fournit 0,3 % de l’énergie consommée par les moteurs ainsi que 7 % de  l’énergie utilisée par l’éclairage et les autres appareils électriques.
Lorsqu’il est amarré en port, le navire est capable de générer 10 % de l’énergie utilisée à bord.
Cela lui permet d’économiser du carburant et lui fait rejeter moins de dioxyde de carbone dans l’atmosphère.
La consommation annuelle de carburant a été réduite à 13 tonnes et 40 tonnes pour les émissions de gaz.
Ce prototype est encore en cours d’expérimentation mais les deux sociétés qui en sont responsables (l’armateur NYC et la société ENEOS) ont la volonté de continuer à investir dans ce projet.

## Sources
- www.enerzine.com
- fr.ubergizmo.com
- gcaptain.com